# Эта Лебедя
Эта Лебедя (лат. Eta Cygni, η Cyg) — звезда в северном созвездии Лебедя. Видна невооружённым глазом, обладает видимой звёздной величиной 3,88. Звезда расположена в главной части созвездия приблизительно посередине между Гаммой Лебедя и Альбирео. На основе годичного параллакса, равного 24,17 мсд, получена оценка расстояния до объекта — 135 световых лет.
Возраст звезды оценивается в 3,3 миллиарда лет; объект находится на поздней стадии эволюции и представляет собой звезду-гигант в области красного сгущения, относится к спектральному классу K0 III. В настоящее время звезда находится на горизонтальной ветви и создаёт энергию при горении гелия в ядре. Масса звезды равна 1,59 массе Солнца, а радиус равен 11 радиусам Солнца. Светимость объекта в 52,5 раза превышает солнечную, эффективная температура внешних слоёв атмосферы равна 4783 K.
У звезды есть пять визуальных компаньонов, из которых только компонент B может быть физически связан с Этой Лебедя. Компонент B обладает видимой звёздной величиной 12,0 и находится на угловом расстоянии около 7,80 секунд дуги при позиционном угле 206°, по состоянию на 2007 год.